# Johann Kruschina von Lichtenburg
Johann Kruschina von Lichtenburg (tschechisch: Jan Krušina z Lichtenburka; auch: Jan Krušina IV. z Lichtenburka) (* vor 1370; † 1407) war Oberstburggraf und Hofmeister König Wenzels IV. sowie Landeshauptmann des böhmischen Erbfürstentums Schweidnitz-Jauer.

## Herkunft und Familie
Johann Kruschina entstammte dem böhmischen Adelsgeschlecht von Lichtenburg. Seine Eltern waren Hynek Kruschina von Lichtenburg (Jan Krušina III. z Lichtenburka) und Agnes N.N. Sein älterer Bruder Wenzel war mit Kačna von Rychmburk verheiratet und stand in königlichen Diensten. 1375 begleitete er den Kaiser Karl IV. nach Lübeck. Johanns Schwester Anna war mit Bohuslav von Schwanberg verheiratet.
Johann Kruschina und seine Frau Jitka, deren Herkunft nicht bekannt ist, hatten vier Kinder:
- Hynek Kruschina von Lichtenburg
- eine Tochter, deren Vorname nicht bekannt ist und die mit Boček von Podiebrad verheiratet war
- Agnes, Äbtissin des Dominikanerinnenklosters in Königgrätz
- Alexander († nach 1422)
- Barbara, verheiratet mit Boreš von Ossegg
- Johann Kruschina V., Herr auf Arnau und Adersbach, Hussitenführer. Wurde 1434 nach einer Auseinandersetzung im Braunauer Stadtrat, bei der er sich am Braunauer Bürgermeister vergriff, ermordet[2].

## Leben
Johann Kruschina erlangte höchste königliche Ämter. 1395 ist er als Besitzer von Hornšperk nachgewiesen. Ab 1397 war er Beisitzer des Landesgerichts, in dem er ab 1404 fast ununterbrochen den Vorsitz innehatte. 1400 erwarb er von Puta d. J. von Častolowitz die ostböhmische Herrschaft Opočno.
Besondere Verdienste erwarb er sich 1401, als Wilhelm von Meißen, ein Schwager der Markgrafen, Prag belagerte, wo sich König Wenzel verschanzt hatte, nachdem er als Römisch-deutscher König abgesetzt worden war. Zusammen mit Markgraf Jobst und Erzbischof Olbram von Škvorec handelte Johann Kruschina den Rückzug der Meißener Truppen sowie einen Friedensvertrag aus. Markgraf Prokop, dessen Anhänger Johann Kruschina gewesen sein soll, übergab ihm 1402 die Herrschaft Albrechtice in Ostböhmen, die ihm 1403 König Wenzel als lebenslangen Besitz bestätigte. 1403 ernannte er ihn zum Höchsten Hofmeister, und – nachdem er sich um die Befreiung Wenzels große Verdienste erworben hatte – 1404 zum Oberstburggrafen. Gleichzeitig schenkte er ihm weitere Ländereien um Hirschberg und ernannte ihn kurz darauf zum Landeshauptmann des Erbfürstentums Schweidnitz-Jauer, zu dem auch Hirschberg gehörte. Dieses verkaufte Johann Kruschina 1404 und erwarb im selben Jahr vom Deutschen Ritterorden dessen verschuldete Kommende Miletín. Vom ebenfalls verschuldeten Johann von Wartenberg kaufte er 1406 die Herrschaft Kumburk mit der gleichnamigen Burg. Damit wurde er einer der reichsten ostböhmischen Adligen. Aus gesundheitlichen Gründen gab er Anfang 1407 das Amt des Höchsten Hofmeisters an Latzek I. von Krawarn ab. Mitte des Jahres starb er im Alter von etwa 40 Jahren.